# Otoconcha fiordlandica
Otoconcha fiordlandica är en snäckart som först beskrevs av Dell 1952.  Otoconcha fiordlandica ingår i släktet Otoconcha och familjen Charopidae. Inga underarter finns listade i Catalogue of Life.